# Marlín Viveros
Marlín Julessey Viveros Acosta (ur. 25 września 1995) – ekwadorska judoczka.
Uczestniczka mistrzostw świata w 2013. Startowała w Pucharze Świata w latach 2013-2015 i 2018. Brązowa medalistka mistrzostw panamerykańskich w 2014, a także igrzysk boliwaryjskich w 2013. Druga na igrzyskach Ameryki Południowej w 2014. Trzecia na mistrzostwach Ameryki Południowej w 2013 roku.
- Na mistrzostwach świata w 2013 w pierwszej rundzie pokonała Ester Ratugi z Kenii, a w drugiej rundzie przegrała z Kubanką Idalys Ortíz i odpadła w turnieju[5].